# 리바이어던 (2014년 영화)
《리바이어던》(러시아어: Левиафан)은 2014년 공개된 러시아의 영화이다.

## 줄거리
러시아 북쪽 해안 마을에 사는 자동차 정비공 니콜라이는 아내 릴랴, 아들 롬카와 함께 살고 있다. 마을 시장 바딤은 니콜라이의 집이 있는 아름다운 해변 땅을 빼앗으려 하고, 니콜라이는 시세보다 훨씬 낮은 보상금을 받게 된다. 니콜라이는 시장이 그 땅에 자신의 별장을 지으려 한다고 생각한다. 니콜라이의 오랜 친구이자 모스크바에서 잘나가는 변호사인 드미트리가 이 문제 해결을 돕기 위해 마을에 온다.
법원은 시장의 편을 들어 니콜라이의 땅을 수용하기로 결정하고, 니콜라이는 항의하다가 경찰서에서 체포된다. 드미트리는 시장의 과거 범죄 증거를 모아 협박하여 니콜라이를 석방시키고 보상금을 올리기로 합의한다. 그러던 중, 드미트리와 릴랴는 불륜 관계를 맺는다. 
니콜라이의 친구 생일 파티에서 드미트리가 릴랴를 폭행하는 장면이 목격되고, 이후 드미트리와 릴랴는 멍든 얼굴로 함께 돌아온다. 시장은 자신의 후원자인 러시아 정교회 주교에게 도움을 청하지만, 주교는 스스로 문제를 해결하라며 강압적인 해결책을 제시한다. 드미트리는 시장과의 다음 만남에서 폭행을 당하고 모스크바로 돌아가라는 협박을 받는다. 릴랴는 집으로 돌아오지만 우울해하고, 드미트리는 기차 창밖을 슬프게 바라본다.
니콜라이는 이사를 준비하는 와중에 릴랴를 강제로 성폭행하고, 이를 목격한 롬카는 집을 뛰쳐나가 슬퍼한다. 그날 밤 릴랴는 잠들지 못하고 다음날 아침 바닷가 절벽으로 향한다. 릴랴가 실종되자 니콜라이는 그녀를 찾아 헤매고 술에 더욱 빠진다. 며칠 후 릴랴의 시신이 발견되고, 슬픔에 잠긴 니콜라이는 신부에게 왜 자신에게 이런 일이 일어나는지 묻는다. 신부는 성경의 욥 이야기를 인용하며 운명을 받아들이라고 조언한다.
다음 날 아침, 니콜라이는 살인 혐의로 체포된다. 수사관은 니콜라이가 릴랴와 성관계를 맺은 후 망치로 살해하고 바다에 던져 유기했다는 증거를 제시한다. 주변 사람들의 증언과 정황 증거로 인해 니콜라이는 15년 형을 선고받는다. 가족을 모두 잃은 롬카는 고아원 신세를 피하기 위해 니콜라이의 친구에게 맡겨진다. 시장은 니콜라이의 유죄 판결 소식을 듣고 만족해한다. 니콜라이의 집은 철거되고, 시장은 니콜라이의 땅에서 새로 지어진 집에서 권력을 누린다. 주교는 신도들에게 올바른 행동을 강조하는 설교를 하고, 시장을 비롯한 지역 지도자들은 고급차를 타고 떠난다.

## 출연

### 주연
- 알렉세이 세레브리아코프
- 옐레나 랴도바

### 조연
- 블라디미르 브도비첸코프
- 로먼 마디아노브
- 알렉세이 로진
- 안나 우코로바
- 이고르 사보치킨
- 드미트리 비코브스키-로마쇼프
- 세르게이 바추어스키
- 이리나 가브라

## 기타
- 시각효과: 드미트리 토쿄야코브